# Soft Bomb
Soft Bomb es el tercer álbum de estudio de la banda neo-zelandesa de rock: The Chills. lanzado finalmente en invierno de 1992. Siendo este álbum uno de los mayores éxitos del grupo, y también considerado uno de los mejores por los críticos. Es considerado uno de los álbumes más representativos del Dunedin Sound junto con su álbum predecesor "Submarine Bells" de 1990.
A pesar del éxito del álbum de forma independiente, en la actualidad se considera como un álbum de culto, y que también para los seguidores de culto se considera un álbum oculto, como muchos consideran el término "joya oculta".
El sencillo "The Male Monster from The Id" llegó a estar en posiciones altas de la Recorded Music NZ estando en la posición No. 8 y es considerada este sencillo, como una de las mejores canciones de la escena del rock en Nueva Zelanda, según los críticos de las escenas independientes del rock.
La última reedición conocida del álbum es la del octubre de 2020 lanzado por la discográfica británica Fire Records, que fue lanzado en disco compacto y en vinilo.

## Resumen
El álbum tradicionalmente incluye elementos del Dunedin Sound, incorporando melodías alegres, y arreglos musicales de la época y escena del rock alternativo de la década de 1990, se puede encontrar canciones como "Song for Randy Newman Etc." que incorporan elementos del piano rock o incluso del a capela, algunos con influencias del country o skiffle, como es el caso de los sencillos "There is No Harm in Trying", "There is No Point in Trying" y "So Long".

## Lista de canciones
Todas las canciones escritas y compuestas por Martin Phillipps. 
| Soft Bomb |                                |          |  |
| N.º       | Título                         | Duración |  |
| 1.        | «The Male Monster from The Id» | 04:25    |  |
| 2.        | «Background Affair»            | 04:17    |  |
| 3.        | «Ocean Ocean»                  | 03:56    |  |
| 4.        | «Soft Bomb»                    | 03:12    |  |
| 5.        | «There Is No Harm in Trying»   | 00:39    |  |
| 6.        | «Strange Case»                 | 03:56    |  |
| 7.        | «Soft Bomb II»                 | 01:02    |  |
| 8.        | «So Long»                      | 03:20    |  |
| 9.        | «Song for Randy Newman Etc.»   | 03:02    |  |
| 10.       | «Sleeping Giants»              | 03:25    |  |
| 11.       | «Double Summer»                | 03:13    |  |
| 12.       | «Sanctuary»                    | 03:53    |  |
| 13.       | «Halo Fading»                  | 03:34    |  |
| 14.       | «There Is No Point in Trying»  | 00:34    |  |
| 15.       | «Entertainer»                  | 03:20    |  |
| 16.       | «Water Wolves»                 | 04:40    |  |
| 17.       | «Soft Bomb III»                | 01:06    |  |
| 50:55     |                                |          |  |

## Personal
Todos los sencillos fueron escritos por Martin Phillipps y todas las composiciones fueron realizados por todos los miembros durante la formación de ese periodo en la realización del álbum.
- Martin Phillipps - vocal, guitarra, teclados
- Steve Schayer - vocal de apoyo
- Peter Holsapple - guitarra, dobro, guitarra slide
- Lisa Mednick - vocal de apoyo, teclados, acordeón
- Terry More - vocal de apoyo, bajo
- Mauro Ruby - batería, percusión

### Personal adicional
- Gavin MacKillop - producción, ingeniero de sonido, mezclas, vocal de apoyo
- Matt Pakucko - mezclas
- Shigeru Tanaka - fotografía
- Teun Hocks - diseño de portada del álbum
- Kim Champagne - diseño, dirección musical
- Jeff Gold - dirección musical
- David Jensen - fotografía
- Brian Gardner - masterización